# مارتا شچیسوویچ
مارتا شچیسوویچ (لهستانی: Marta Ścisłowicz؛ زادهٔ ۲ مه ۱۹۸۴) بازیگر اهل لهستان است.
از فیلم‌ها یا مجموعه‌های تلویزیونی که وی در آن‌ها نقش داشته‌است، می‌توان به یک ورشویی، یک‌راست به دل، فردا به سینما می‌رویم، محکوم، خیوکا، قواعد بازی، خودِ زندگی، پزشکان، عشق اول، در خوشی و سختی، دهن‌به‌دهن، نامه به بابا نوئل، پدر متیو، ع چون عشق، در خیابان سپولنی، خدایان، در اعماق جنگل و ورشو ۴۴ اشاره نمود.